# Marie Rée
Anne Marie Elisabeth Rée (født 1. maj 1835, død 13. august 1900) var en dansk bladudgiver.
Marie Rée var datter af redaktør og udgiver af Fyens Stiftstidende, Nicolaus Peter Heinrich Seedorff og Ane Kirstine Sophie Paludan, da hun var 17 år blev hun gift med redaktøren for Aalborg Stiftstidende, venstrepolitikeren Bernhard Philip Rée, hendes ægtemand bliver erklæret sindssyg og dør på sindssygehospitalet i Aarhus i 1868. I 1872 er Marie Rée eneindehaver af Aalborg Stiftstidende, flere gange må hun afskedige sine redaktører for at bevare sit privilegium, fordi regeringen er utilfreds med avisens kritiske holdninger. Hendes søn Theodor død påvirker hende blandt andet til at tage imod en plejesøn, Carl Bratli, der bliver en kendt sprogvidenskabelig og historisk forfatter. I sit testamente, gav hun sin villa i Hasseris til oprettelsen af et drengehjem, der skulle bære hendes søns navn. I dag er Theodorsminde et behandlingshjem.